# Brazalete de Estremoz

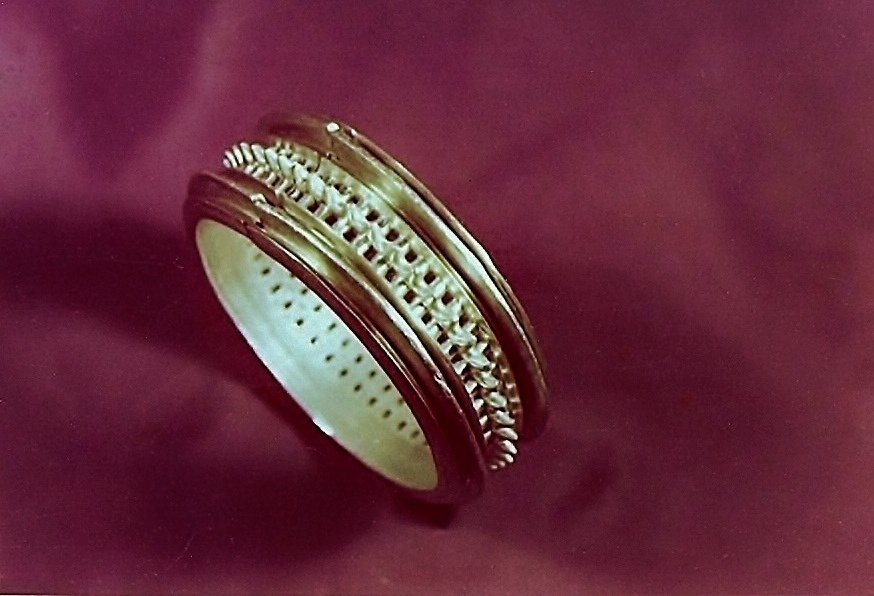
Brazalete número 28 del Tesoro de Villena, muy similar al Brazalete de Estremoz.

Ubicación del municipio de Estremoz dentro de Portugal, lugar del hallazgo del Brazalete

El Brazalete de Estremoz es un brazalete de oro que data de entre los años 1300 a. C. - y  900 a. C., cuyo hallazgo se produjo en Estremoz, ciudad portuguesa del Distrito de Évora, región Alentejo y subregión del Alentejo Central.

## Simbología
Se trata de un complemento destinado al adorno personal, considerado la obra maestra del conjunto de piezas del estilo de orfebrería Villena/Estremoz, estando emparentado con los brazaletes hallados en el llamado Tesoro de Villena.

## Características
- Forma: Brazalete.
- Material: oro.
- Contexto/Estilo: Bronce Final.
- Técnica: Pulido, calado, fundición a la cera perdida.[1]
- Altura: 5 centímetros.
- Diámetro: 9 centímetros.
- Peso: 978,5 gramos.

## Conservación
La pieza se expone de forma permanente en el Museo Arqueológico Nacional de Madrid, con el número de inventario 35651.